# Crackdown 3
Crackdown 3 ist ein Actionspiel des Entwicklerstudios Sumo Digital, das am 15. Februar 2019 für Xbox One und Windows erschienen ist. Es ist der dritte Teil der Crackdown-Serie. Es bietet als größte Neuerung im Multiplayer serverseitig berechnete physikalischen Zerstörung über Microsoft Azure. Das bedeutet, dass auch leistungsschwächere Systeme aufwändige physikalische Effekte darstellen können, da die Berechnungen nicht lokal, sondern in der Cloud stattfinden. Das Spiel ist ab dem ersten Tag auch Teil des Xbox Game Pass.

## Handlung
Die Geschichte spielt zehn Jahre nach den Ereignissen aus Crackdown 2. Nach einem terroristischen Anschlag wurde die Stromversorgung auf der ganzen Welt lahmgelegt. Die Attacke scheint aus New Providence zu stammen, einer Stadt, die von der mysteriösen Organisation Terra Nova kontrolliert wird. Die sogenannte Agency, eine Art Polizei und bekannt aus den vorigen Serienteilen, nimmt sich der Sache an. Ein erster Angriff gegen Terra Nova schlägt aber fehl. Daher werden Agenten mit speziellen Superkräften geschickt, geleitet von Commander Isaiah Jaxon (gespielt von Terry Crews).

## Gameplay
Das Spiel übernimmt bekannte Gameplay-Elemente aus den ersten beiden Serienteilen. Der Spieler ist in einer offenen Spielwelt unterwegs und befreit hier Teile der Stadt New Providence von kriminellen Organisationen. Hierzu müssen die jeweiligen Anführer angegriffen, bestimmte Einrichtungen ausgelöscht und die gesamte feindliche Infrastruktur destabilisiert werden. Dafür steht eine große Auswahl an Waffen zur Verfügung, von Pistolen bis hin zu Raketenwerfern und auch die eigenen Superkräfte können genutzt werden. Fahrzeuge, die in der Welt gefunden werden, können alle selbst gefahren werden.
Der Multiplayer des Spiels nennt sich Abrisszone (engl. Wrecking Zone) und bietet erstmals eine komplett zerstörbare Umgebung. Erstmals werden hier physikalische Effekte serverseitig über Microsoft Azure berechnet und nicht lokal auf der Konsole oder dem PC. Es treten zwei Teams mit jeweils fünf Teilnehmern gegeneinander an. Zum Release sollen zwei Karten für den Multiplayer bereitstehen.

## Entwicklung
Das Spiel wurde erstmals auf der E3 2014 als Xbox-One-Exklusivtitel angekündigt. Erstmals gezeigt wurde es auf der Gamescom 2015 am 4. August 2015. Dabei wurde hier die serverseitige Berechnung der zerstörten Umgebung gezeigt und es wurde dargelegt, dass diese Technologie zwanzig mal mehr Performance bietet als auf einer Konsole berechnet.
Zunächst war das Studio Cloudgine für die Entwicklung verantwortlich. Dieses Studio wurde jedoch im Januar 2018 von Epic Games gekauft. Daher wurde auf der E3 2018 bekannt, dass Sumo Digital nun für die Entwicklung des Spiels hauptsächlich zuständig ist. Sumo Digital entwickelte jedoch primär nur den Einzelspieler. Für den Multiplayer ist Elbow Rocket verantwortlich.
Die Veröffentlichung von Crackdown 3 wurde mehrmals verschoben. Ursprünglich sollte es 2016 erscheinen. Zunächst wurde es dann auf den 7. November 2017 verschoben. Hier sollte es gleichzeitig mit der Veröffentlichung der Xbox One X erscheinen. Wenige Monate zuvor wurde es aber auf einen unbestimmten Release in das zweite oder dritte Quartal 2018 verschoben. Der endgültige Releasetermin ist nun der 15. Februar 2019.

## Rezeption
Die Fachpresse bewertete das Spiel durchwachsen. Bei Metacritic hat es derzeit einen Durchschnittswert von 60 Punkten (von maximal 100). Positiv ist vor allem der saubere Comicstil und ein hoher Erkundungsreiz aufgefallen. Negativ wurde jedoch insbesondere bewertet, dass das Gameplay sich schnell wiederholt und zu wenig Abwechslung geboten wird.